# Erdős–Moser-sejtés
Ez a szócikk Erdős és Moser számelméleti sejtéséről szól. A konvex ponthalmazokon belül fellépő különböző távolságok számáról szóló Erdős–Moser-féle problémáról lásd: Erdős-féle eltérő távolságok problémája.
Az Erdős–Moser-sejtés a számelmélet területén a nagy Fermat-tételre emlékeztető diofantoszi egyenletre (Erdős–Moser-egyenlet) vonatkozik:
{\displaystyle 1^{n}+2^{n}+\cdots +m^{n}=(m+1)^{n}}
ahol {\displaystyle m\in \mathbb {N} _{>0}} és {\displaystyle n\in \mathbb {N} _{0}}.
{\displaystyle n=0}-ra az egyetlen megoldás {\displaystyle m=1},

{\displaystyle n=1}-re pedig az egyetlen megoldás {\displaystyle m=2}.
További megoldások nem ismertek.
Létezik próbálkozás arra, hogy egy Bernoulli-számokhoz kapcsolódó erősebb sejtést igazoljanak, amiből következne az Erdős–Moser-sejtés teljesülése is.

## A sejtés
Erdős Pál sejtése szerint a fenti két megoldáson kívül nem létezik az egyenletnek más megoldása.
1953-van Leo Moser bebizonyította, hogy az {\displaystyle n\geq 2} esetben {\displaystyle m<10^{10^{6}}}-ra nincs megoldás. Analitikai számelméleti módszerekkel dolgozott, részletes számításokat a számítástechnika akkori eszközeivel nem végezhetett. Butske et al. 1999-ben Moser eredményét kiterjesztették {\displaystyle m<1{,}485\cdot 10^{9321155}}-re, majd 2011-ben {\displaystyle m<10^{10^{9}}}-re.

## Azn=1 eset
Az {\displaystyle n=1} esetre az egyenlet alakja:
{\displaystyle 1+2+\cdots +m=m+1}
A Gauss-féle összegképlet alapján {\displaystyle 1+2+\cdots +m={\frac {m(m+1)}{2}}}. Így tehát:
{\displaystyle {\frac {m(m+1)}{2}}=m+1}
Az egyenlet két megoldása {\displaystyle m=-1} és {\displaystyle m=2}. Mivel kikötöttük, hogy {\displaystyle m\in \mathbb {N} _{>0}}, csak a második megoldás marad.

## Fordítás
- Ez a szócikk részben vagy egészben az Erdős-Moser-Gleichung című német Wikipédia-szócikk ezen változatának fordításán alapul.  Az eredeti cikk szerkesztőit annak laptörténete sorolja fel. Ez a jelzés csupán a megfogalmazás eredetét és a szerzői jogokat jelzi, nem szolgál a cikkben szereplő információk forrásmegjelöléseként.